# Physetobasis triangulifera
Physetobasis triangulifera är en fjärilsart som beskrevs av Inoue 1954. Physetobasis triangulifera ingår i släktet Physetobasis och familjen mätare. Inga underarter finns listade i Catalogue of Life.